# Strandbjörnmossa
Strandbjörnmossa (Polytrichum jensenii) är en bladmossart som beskrevs av I. Hag.. Strandbjörnmossa ingår i släktet björnmossor, och familjen Polytrichaceae. Arten är reproducerande i Sverige.